# KZ-Außenlager Kaufering VI – Türkheim

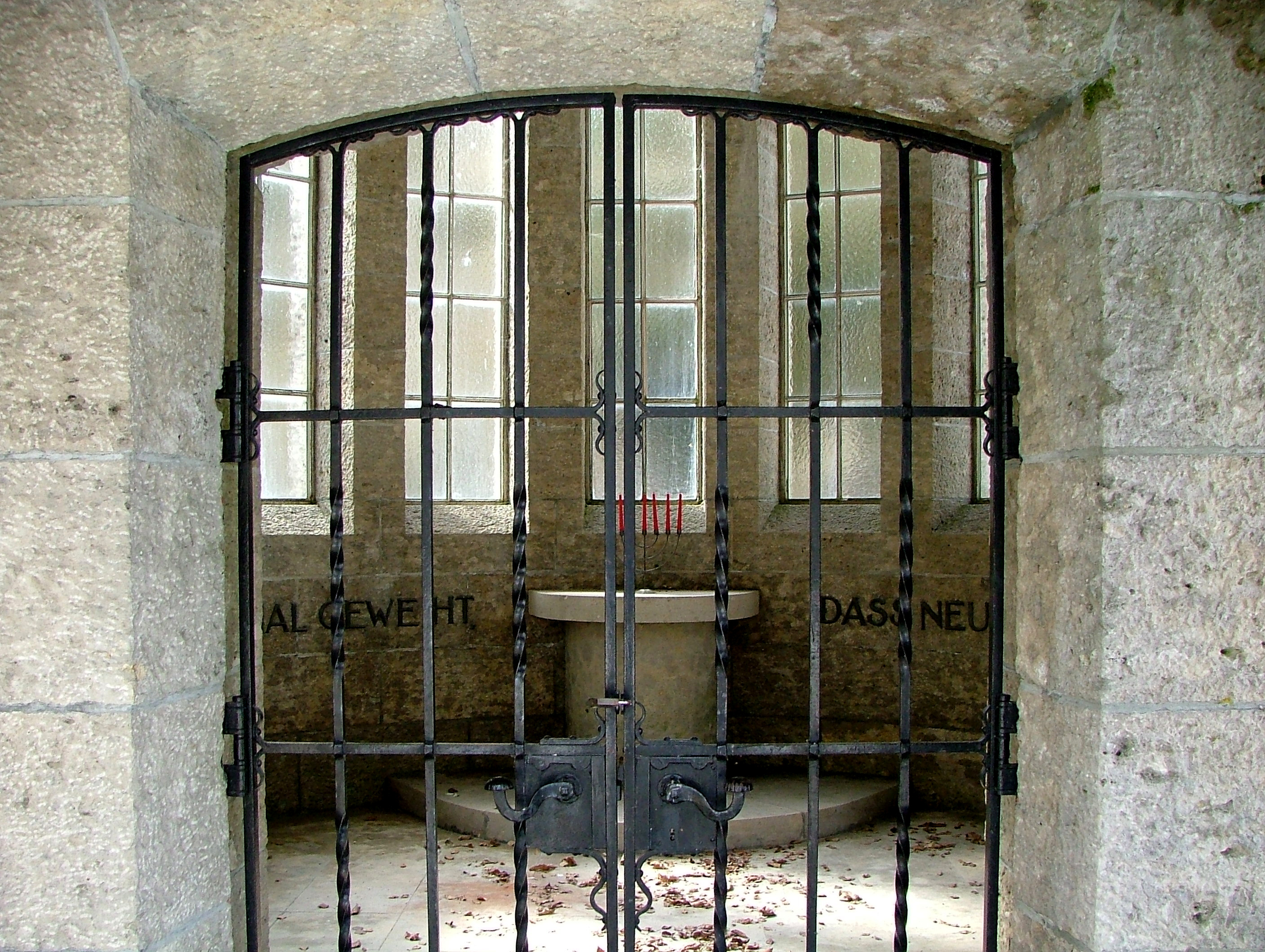
, 1 km nördl. des Bahnhof Türkheim (Foto: 2003)

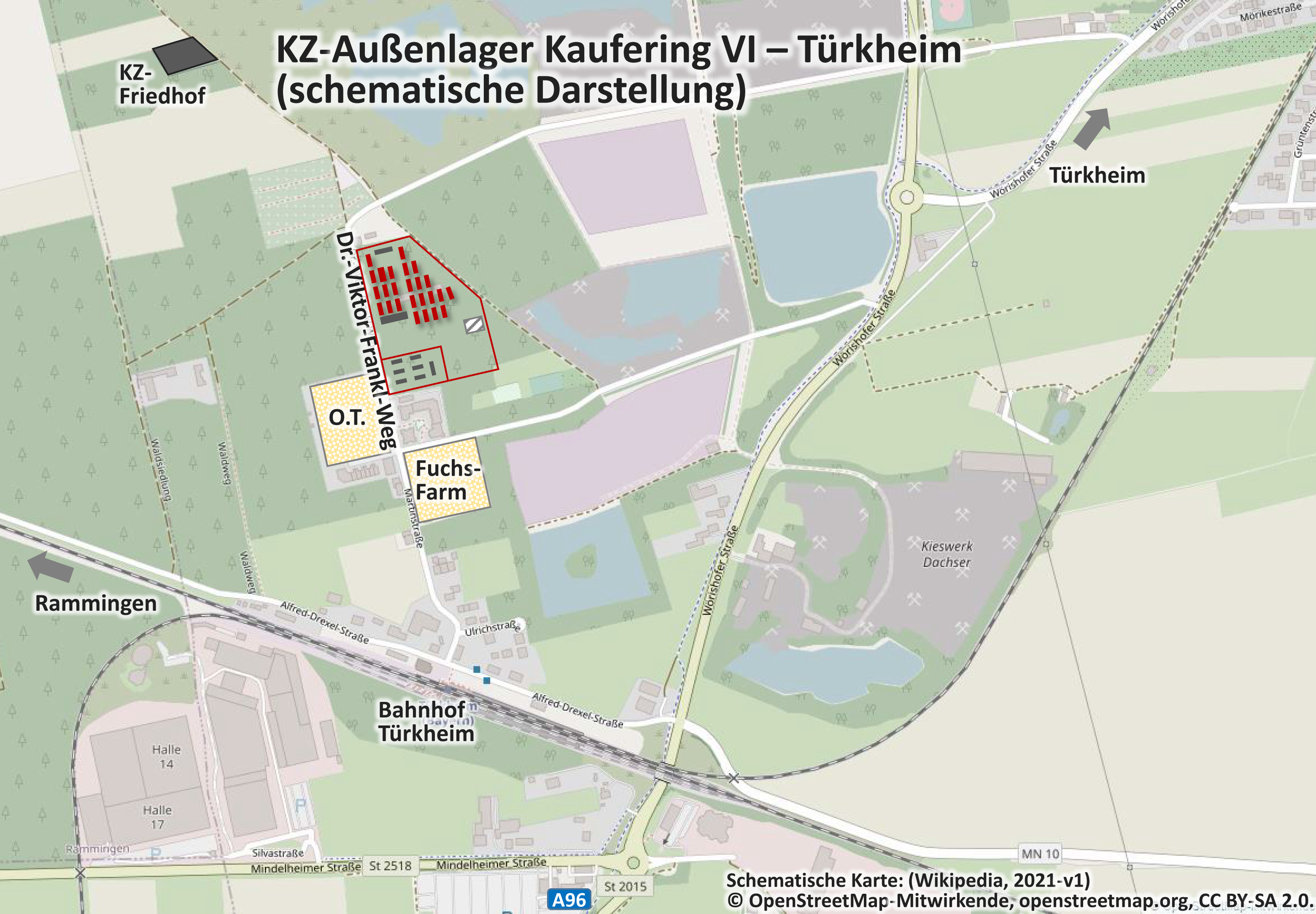
Schematische Karte KZ-Außenlager Kaufering VI – Türkheim, 1945. (s. a. Luftbilder)

Das KZ-Außenlager Kaufering VI – Türkheim war ein großes der 169 Außenlager des nationalsozialistischen KZ Dachau nahe dem Ort Türkheim. Es war das sechste der elf zum KZ-Außenlagerkomplex Kaufering gehörenden Lager rund um Kaufering und Landsberg und stellte Zwangsarbeiter für die deutschen Rüstungsproduktion in der Endphase des Zweiten Weltkrieges zur Verfügung. Ab Oktober 1944 wurden bis zu 2500 Männer inhaftiert und zu Rodungsarbeiten, Zwangsarbeit bei Messerschmitt und Leonhard Moll eingesetzt, ab Januar 1945 zudem 1000 Frauen, um Gräben auszuheben, Unterkünfte zu bauen, aufzuräumen und zu reinigen. Das KZ-Außenlager bestand aus 25 Erdhütten für Männer und sechs für Frauen. Die Häftlinge wurden teilweise per Eisenbahn zur Arbeit zu den Bunkerbaustellen transportiert. Das KZ-Außenlager Kaufering VI – Türkheim galt als das „Schonungslager“ des Kauferinger Lagerkomplexes. Von diesem KZ-Außenlager sind nur Spuren erhalten geblieben (Bodendenkmal-Nr. D-7-7929-0109).

## Errichtung
Das Konzentrationslager wurde im Oktober 1944 einige hundert Meter nördlich des Bahnhofs Türkheim abseits der Ortschaft in einem Waldstück in großer Eile errichtet und im selben Monat von ersten Häftlingen bezogen. Es bestand im Wesentlichen aus Baracken und Erdhütten. Südlich des Lagers entstanden Häuser für die Organisation Todt.
Hier waren mehrere Tausend vornehmlich jüdischer Häftlinge gefangen, die überwiegend aus dem Konzentrationslager Dachau sowie dessen Außenlagern nach Türkheim gebracht wurden. Eine größere Zahl ungarischer Juden wurde direkt aus Budapest nach Türkheim verbracht. Am 2. April 1945, angesichts der vorrückenden amerikanischen Truppen, wurden die meisten Häftlinge evakuiert. Zunächst sollte der Tross aus rund 1.200 (nach anderen Quellen über 2.000) Häftlingen zu Fuß nach Dachau gehen, wurde dann aber wegen der dortigen Überfüllung über Landsberg, Windach und Pasing nach Allach umgeleitet. Als das Lager am 27. April 1945 von amerikanischen Soldaten befreit wurde, befanden sich hier noch rund 500 Häftlinge.

## Nachkriegszeit

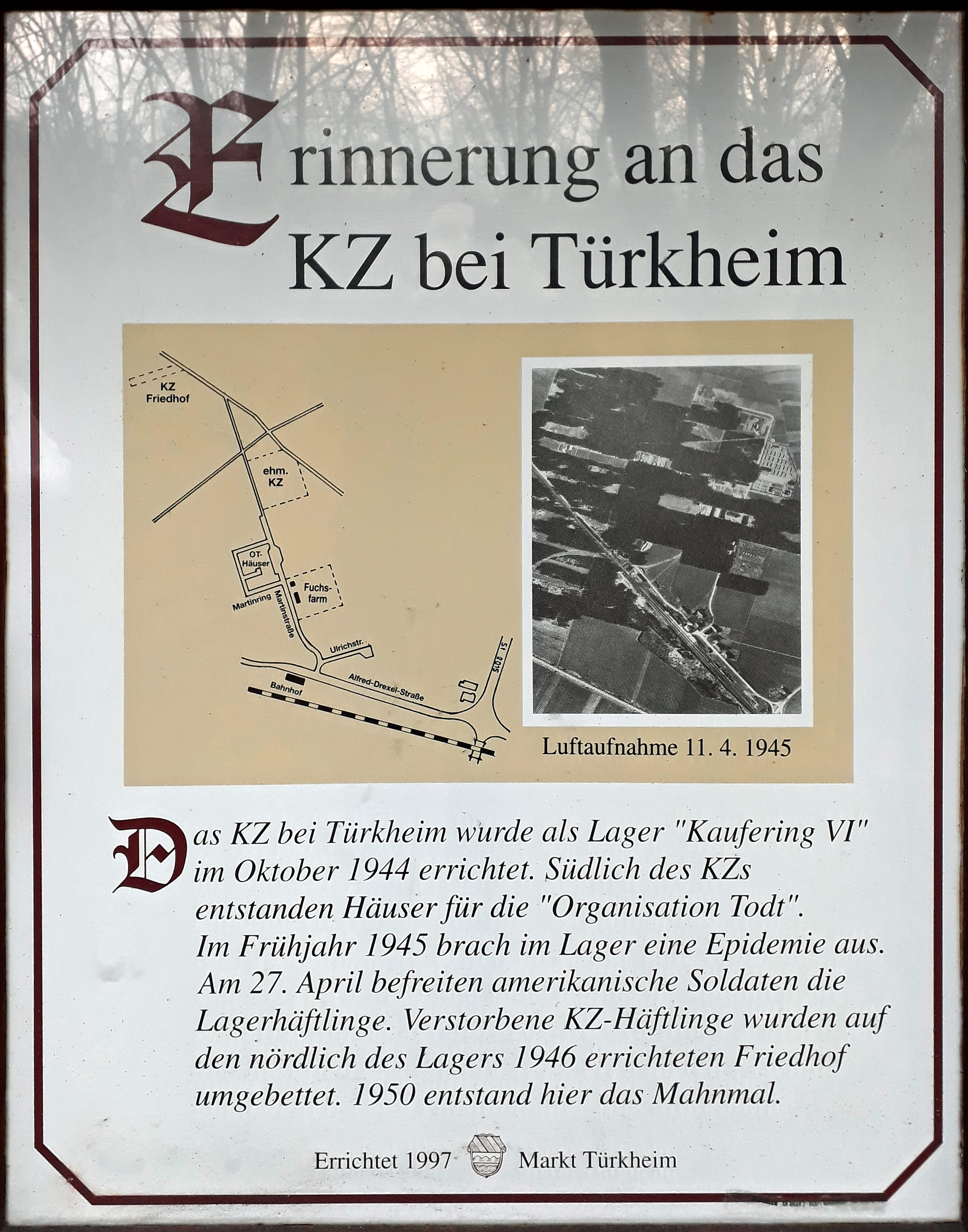
1997 errichtete Informationstafel zur Erinnerung an das KZ-Außenlager Kaufering VI – Türkheim

Für den Komplex der KZ-Außenlager um Landsberg/Kaufering ordnete die amerikanische Militärverwaltung im Winter 1945/46 die Einrichtung von KZ-Friedhöfen als Gedenk- und Erinnerungsorte an, die in den meisten Fällen an den in der Schlussphase des Lagerbetriebs entstandenen Massengräbern angelegt wurden. In Türkheim wurden etwa 80 nahe dem Lagergelände verscharrte und von US-Truppen nach der Befreiung im Wald entdeckte Tote auf den 1946 nördlich des ehemaligen Lagergeländes auf dem Gelände einer ehemaligen Fuchsfarm errichteten KZ-Friedhof umgebettet. Die Namen der Opfer sind bis auf vier in Einzelgräbern bestattete Häftlinge, die erst nach der Befreiung starben, unbekannt.

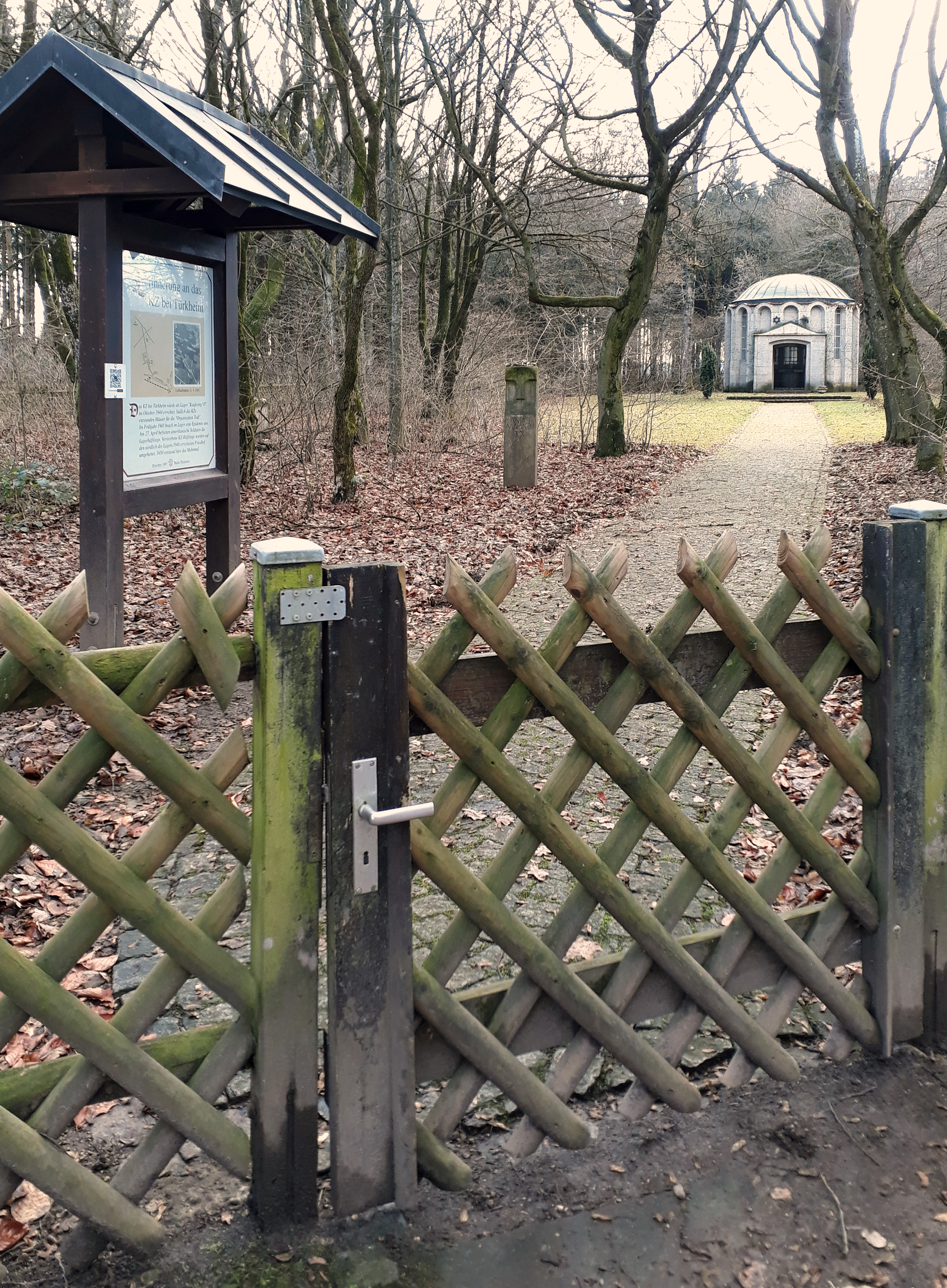
KZ-Friedhof und Gedenkstätte KZ-Außenlager Kaufering VI – Türkheim mit Gedenkstein (1985) und Erinnerungstafel (Foto: 2021)

## Umgang mit Erinnerung
Ab 1947 war die Gemeinde für die Pflege des KZ-Friedhofs verantwortlich, die Finanzierung übernahm der Freistaat Bayern, ab 1949 durch das Bayerische Landesentschädigungsamt. Dieses begann 1950 unter der Leitung von Philipp Auerbach mit einer Dokumentation zu allen bayerischen KZ-Friedhöfen und koordinierte die Fertigstellung der Friedhofsgestaltung. In Türkheim wurde nach dem Entwurf des Architekten Josef Ruf aus Mindelheim ein mausoleumsartiger, runder Ehrentempel mit einer mit Kupferblech gedeckten Kuppel errichtet, die ursprünglich mit einem Davidstern bekrönt war. Im Inneren befindet sich ein Altar mit einer Menora; die Fenster wurden später verglast. Im Inneren zieht sich die Inschrift durch das Halbrund:
Frommer Sühne sei dies Mal geweiht,

dass neu wir wandeln in Gerechtigkeit
Nach Auerbachs Sturz 1951 wandelte sich der Umgang mit den KZ-Friedhöfen und Gedenkstätten. Die Aufarbeitung und Dokumentation wurde eingestellt und die Zuständigkeit der Bayerischen Verwaltung der Schlösser, Gärten und Seen übergeben, die sie wie ihre übrigen Parkanlagen pflegte, aber keine Gedenkarbeit leistete. Das Interesse an einer aktiven Erinnerungsarbeit nahm in der Folge rapide ab.

## Anfänge der Aufarbeitung
Erst in den 1970er und 1980er Jahren entstanden durch Einzelpersonen, darunter auch ehemalige Häftlinge, Initiativen zur Dokumentation der Lagergeschichten und zum Erhalt der teilweise noch vorhandenen Überreste. Für Türkheim wie für viele der übrigen KZ-Außenlager im Umkreis war besonders das Engagement des Gymnasiallehrers Anton Posset bedeutsam, der sich seit 1975 intensiv mit der geschichtlichen Aufarbeitung des KZ-Außenlagerkomplexes Kaufering beschäftigte und 1983 die Bürgervereinigung Landsberg im 20. Jahrhundert gründete.
Die Lokalisierung des ehemaligen Lagers VI liegt heute zwischen einer Kleingartenanlage und einer Wohnsiedlung und ist komplett überformt, sichtbare Relikte oder Hinweise vor Ort gibt es nicht. Ein bekannter Insasse des Lagers war Viktor Frankl, der im März 1945 aus dem KZ-Außenlager Kaufering III nach Türkheim verlegt wurde. Nachdem er im Vorjahr von Posset kontaktiert worden war, besuchte er ab 1984 mehrfach den Ort des KZ-Außenlagers VI in Türkheim. Bei seinem ersten Besuch in Kaufering/Landsberg seit der Befreiung aus der Lagerhaft nahm er am 11./12. November 1984 an der Einweihung eines in Kaufering am ehemaligen Lager Kaufering III errichteten Gedenksteins teil und ließ sich auch die Überreste der KZ-Außenlager Kaufering IV – Hurlach, Türkheim und VII – Erpfting zeigen. Die Straße, an der die Gedenkstätte in Türkheim liegt, ist nach ihm benannt: Doktor-Viktor-Frankl-Weg 99.

## KZ-Friedhof in Türkheim
1977/78 wurde dieser KZ-Friedhof Türkheim etwas nördlich des Bahnhofs moderat umgestaltet und 1979 mit einem Jägerzaun umgeben. 1985 stellten Schüler des Joseph-Bernhart-Gymnasiums in Türkheim in Kooperation mit einer örtlichen Steinmetzwerkstatt einen Gedenkstein im vorderen Bereich des Friedhofs auf, mit der Inschrift:
Wir mahnen –

Die Opfer der Aussenstelle Türkheim des KZ Dachau
Seit 1997 informiert zudem eine rustikale Informationstafel des Marktes Türkheim über den Gedenkort. Seit 2013 unterliegen alle KZ-Friedhöfe der Aufsicht der Stiftung Bayerische Gedenkstätten. Das Bayerische Landesamt für Denkmalpflege führt diesen Friedhof in der Liste der Baudenkmäler unter der Ortsbezeichnung „Hartteile“.

## Film
United States Holocaust Memorial Museum: Oral history interviews. In: Film, Audio and Video / Testimony. ushmm.org, abgerufen im September 2021 (englisch, 11 Zeitzeugen-Interviews von 1979 bis 1999, jeweils auch das KZ-Außenlager VI – Türkheim).